# Distrofia macular corneal
La distrofia macular corneal, también  conocida como distrofia corneal de Fehr, es una enfermedad del ojo humano que afecta a la córnea a partir de los 3 años de edad y provoca su opacificación, causando por lo tanto déficit de agudeza visual. Se clasifica dentro de las distrofias corneales. Es muy poco frecuente por lo que se considera una enfermedad rara.

## Causas

La distrofia macular corneal se transmite con un patrón autosómico recesivo

La enfermedad es de origen genético y se transmite según un patrón autosómico recesivo. Existen 2 variedades del mal indistinguibles por los síntomas. En el tipo I se produce una ausencia de queratán sulfato sulfatado en la córnea y también en suero y cartílago. En el tipo II el queratán sulfato sulfatado presenta unos niveles disminuidos pero no está ausente en las localizaciones citadas. Los pacientes afectados presentan una mutación en el gen CHST6 situado en el cromosoma 16 (16q22) causante del mal. Este gen codifica la enzima corneal glucosamina N-acetil-6 sulfotransferasa que actúa como sulfotransferasa, el déficit en la función de esta enzima es el causante de los depósitos anómalos de glicosaminoglicanos.

## Síntomas

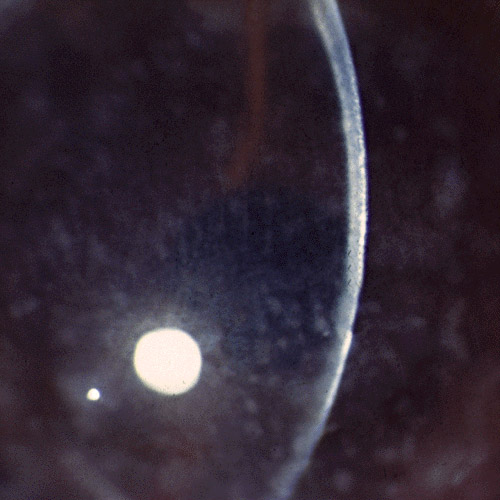
Opacidades de la córnea en un exmamen con lámpara oftálmica.

Los niños presentan una córnea transparente en el momento del nacimiento, pero esta comienza a opacificarse a partir de los 3 años, ocasionando fotofobia y disminución de la agudeza visual. Los síntomas pueden aparecer tanto en la primera infancia como en la adolescencia, en ocasiones después de los 50 años. En la exploración oftalmológica se aprecian opacificaciones en el estroma corneal que impiden el paso de la luz. A veces se afecta también la capa endotelial de la córnea. Con el microscopio se observan depósitos extracelulares de glicosaminoglicanos en el estroma corneal.

## Tratamiento
El tratamiento habitualmente recomendado es realizar una queratoplastia.